# نيت روبنسون (لاعب كرة قدم)
نيت روبنسون (بالإنجليزية: Nate Robinson)‏ (4 مايو 1990 بنوفي في الولايات المتحدة - ) هو لاعب كرة قدم أمريكي في مركز الوسط. لعب مع نادي كولورادو سبرينغس وريتشموند كيكرز وFlint City Bucks ‏.

## وصلات خارجية
- نيت روبنسون على موقع قاعدة بيانات كرة القدم.إي يو (الإنجليزية)